# كريستوفر آي. بيكويذ
كريستوفر آي. بيكويذ (بالإنجليزية: Christopher I. Beckwith)‏ هو أستاذ جامعي وباحث أمريكي، ولد في 23 أكتوبر 1945.